# Rimantas Didžiokas
Rimantas Didžiokas (* 25. Oktober 1953 in Bagaslaviškis, Rajongemeinde Širvintos) ist ein litauischer Ingenieur, Professor und ehemaliger Politiker.

## Leben
Nach dem Abitur von 1960 bis 1971 an der Mittelschule absolvierte Didžiokas 1976 das Diplomstudium am Kauno politechnikos institutas und wurde Mechaniker für Lebensmittelmaschinen. Von 1986 bis 1987 und von 1993 bis 1994 bildete er sich an der TU Dresden weiter. Von 1995 bis 1996 nahm er am Programm für junge Wissenschaftler, gefördert von „Volkswagen-Stiftung“. Danach promovierte er.
Von 1976 bis 1991 lehrte er am Kauno politechnikos institutas und von 1992 bis 1996 an der Klaipėdos universitetas in Klaipėda, 2000 Leiter des Lehrstuhls für Mechanik.
Von 1995 bis 1996 und 2003–2007 war er Mitglied im Rat der Stadtgemeinde Klaipėda, von 1996 bis 2000 Mitglied im Seimas, von 1999 bis 2000 Verkehrsminister Litauens.
Seit 1993 ist er Mitglied von Tėvynės sąjunga.

## Quelle
- LRS

| Personendaten    | Personendaten                       |
| ---------------- | ----------------------------------- |
| NAME             | Didžiokas, Rimantas                 |
| KURZBESCHREIBUNG | litauischer Ingenieur und Politiker |
| GEBURTSDATUM     | 25. Oktober 1953                    |
| GEBURTSORT       | Bagaslaviškis, Rajon Širvintos      |